# Trevigiani Phonix-Hemus 1896
Trevigiani Phonix-Hemus 1896 ist ein bulgarisches Radsportteam mit Sitz in Bonemerse.
Die Mannschaft wurde 2014 gegründet und geht aus dem Team Trevigiani Dynamon Bottoli hervor. Sie nimmt als Continental Team an den UCI Continental Circuits teil. Manager ist Ettore Renato Barzi, der von den Sportlichen Leitern Marco Milesi und Angelo Baldini unterstützt wird.

## Saison 2018

### Erfolge in der UCI Asia Tour
| Datum         | Rennen                    | Kat. | Fahrer          |
| ------------- | ------------------------- | ---- | --------------- |
| 15. September | 7. Etappe Tour of China I | 2.1  | Manuel Penalver |

### Erfolge in der UCI Europe Tour
| Datum       | Rennen                                     | Kat. | Fahrer                |
| ----------- | ------------------------------------------ | ---- | --------------------- |
| 7. April    | Trofeo Edil C                              | 1.2U | Alessandro Fedeli     |
| 25. April   | Gran Premio della Liberazione              | 1.2U | Alessandro Fedeli     |
| 28. April   | 1. Etappe Toscana-Terra di Ciclismo Eroica | 2.2U | Abderrahim Zahiri     |
| 8. Juni     | 1. Etappe Serbien-Rundfahrt                | 2.2  | German Nicolas Tivani |
| 8.–10. Juni | Gesamtwertung Serbien-Rundfahrt            | 2.2  | German Nicolas Tivani |
| 14. Juli    | 3. Etappe Giro della Valle d’Aosta         | 2.2U | Alessandro Fedeli     |

### Nationale Straßen-Radsportmeister
| Datum   | Rennen                                    | Fahrer                  |
| ------- | ----------------------------------------- | ----------------------- |
| 1. Juli | Panamaische Meisterschaft – Straßenrennen | Christofer Robin Jurado |

## Saison 2017

### Erfolge in der UCI Europe Tour
| Datum         | Rennen                                     | Kat. | Fahrer                |
| ------------- | ------------------------------------------ | ---- | --------------------- |
| 22. April     | 3. Etappe Tour of Mersin                   | 2.2  | Joao Almeida          |
| 29. April     | 2. Etappe Toscana Terra Ciclismo di Eroica | 2.2U | Joao Almeida          |
| 21. Mai       | 4. Etappe Tour of Ukraine                  | 2.2  | Joao Almeida          |
| 4. September  | 2b. Etappe Tour of Bulgaria – North        | 2.2  | German Nicolas Tivani |
| 5. September  | 3. Etappe Tour of Bulgaria – North         | 2.2  | Stanimir Cholakov     |
| 26. September | Ruota d’Oro                                | 1.2U | German Nicolas Tivani |

### Nationale Straßen-Radsportmeister
| Datum     | Rennen                                               | Fahrer                |
| --------- | ---------------------------------------------------- | --------------------- |
| 21. April | Argentinische Meisterschaft – Einzelzeitfahren (U23) | German Nicolas Tivani |
| 22. April | Argentinische Meisterschaft – Straßenrennen (U23)    | German Nicolas Tivani |
| 20. Mai   | Marokkanische Meisterschaft – Straßenrennen (U23)    | Zahiri Abderrahim     |

### Mannschaft
| Teamkader 2017                            | Teamkader 2017     | Teamkader 2017 | Teamkader 2017                           |
| Name                                      | Geburtsdatum       | Land           | Vorheriges Team                          |
| ----------------------------------------- | ------------------ | -------------- | ---------------------------------------- |
| João Almeida                              | 5. August 1998     | Portugal       |                                          |
| Yordan Andreev                            | 2. November 1994   | Bulgarien      |                                          |
| Andrea Cacciotti                          | 19. November 1996  | Italien        |                                          |
| Riccardo Cenghialta                       | 7. Januar 1997     | Italien        |                                          |
| Stanimir Tscholakow                       | 17. Dezember 1991  | Bulgarien      |                                          |
| Teodor Kolev                              | 12. September 1998 | Bulgarien      |                                          |
| Mihail Mihailov                           | 19. März 1997      | Bulgarien      |                                          |
| Kristian Mitev                            | 28. September 1998 | Bulgarien      |                                          |
| Marco Molteni                             | 10. Oktober 1996   | Italien        |                                          |
| Simone Ravanelli                          | 4. Juli 1995       | Italien        |                                          |
| Vladimir Rusenov                          | 24. Mai 1995       | Bulgarien      |                                          |
| Nicolás Tivani                            | 31. Oktober 1995   | Argentinien    | World Cycling Centre (2016)              |
| Sergio Vega                               | 24. Dezember 1995  | Spanien        | Gomur-Liebana 2017-Ferroatlántica (2016) |
| José Viejo                                | 8. Dezember 1997   | Spanien        |                                          |
| Mattia Viel                               | 22. April 1995     | Italien        | Chambéry CF (2015)                       |
| Abderrahim Zahiri                         | 1. Januar 1996     | Marokko        | World Cycling Centre (2016)              |
|                                           |                    |                |                                          |
| Quellen: ProCyclingStats Cycling Quotient |                    |                |                                          |

## Platzierungen in UCI-Ranglisten
UCI Africa Tour
| Saison | Mannschaftswertung | Fahrerwertung             |
| ------ | ------------------ | ------------------------- |
| 2014   | -                  | -                         |
| 2015   | 13.                | Rino Gasparrini (139.)    |
| 2016   | 10.                | Alessandro Malaguti (91.) |

UCI America Tour
| Saison | Mannschaftswertung | Fahrerwertung          |
| ------ | ------------------ | ---------------------- |
| 2014   | 32.                | Rino Gasparrini (210.) |
| 2015   | 26.                | Lucas Gaday (63.)      |
| 2016   | -                  | -                      |

UCI Asia Tour
| Saison | Mannschaftswertung | Fahrerwertung        |
| ------ | ------------------ | -------------------- |
| 2014   | -                  | -                    |
| 2015   | 59.                | Marco Tecchio (152.) |
| 2016   | 35.                | Mauro Finetto (92.)  |

UCI Europe Tour
| Saison | Mannschaftswertung | Fahrerwertung                |
| ------ | ------------------ | ---------------------------- |
| 2014   | 25.                | Christian Delle Stelle (65.) |
| 2015   | 24.                | Simone Petilli (53.)         |
| 2016   | 30.                | Mauro Finetto (63.)          |